# Place Godinot
La place Jean-Godinot est une place de la commune de Reims, dans le département de la Marne, en région Grand Est.

## Situation et accès
Elle commence comme une allée avec un double rang de stationnement au centre et se continue en cercle autour de la fontaine.

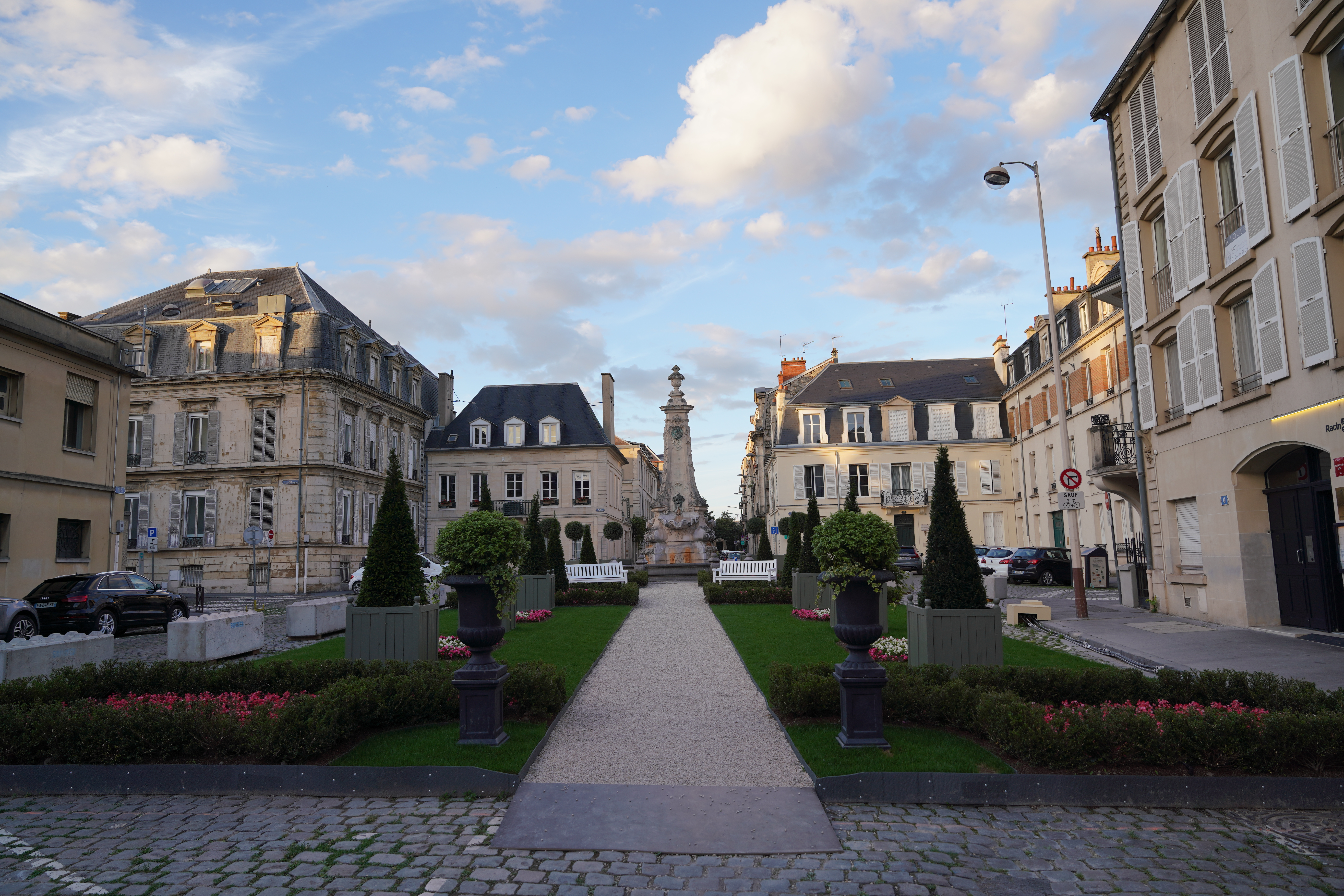
Vue de la place vers la rue Marie-Stuart.

## Origine du nom
Elle rend hommage à Jean Godinot bienfaiteur qui fit construire de nombreuses fontaines pour la ville et ses habitants.

## Historique
Elle porte ce nom au moins depuis 1843. Ancienne place Saint-Pierre.

## Bâtiments remarquables et lieux de mémoire

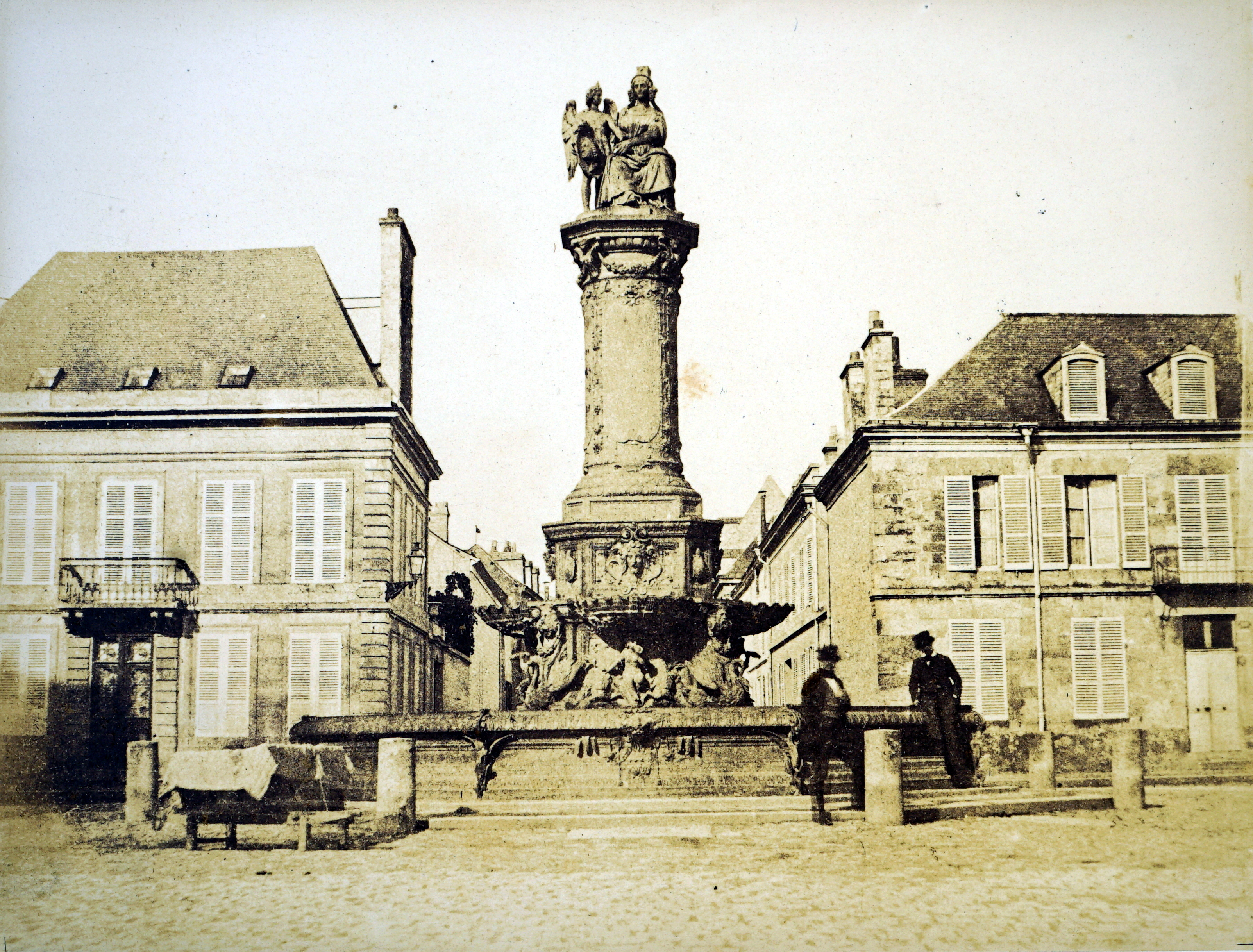
Ancienne fontaine.

Deux fontaines ont été érigées successivement à la gloire de Godinot, la première, en 1843, par Narcisse Brunette, dont le groupe en fonte est toujours visible à Tinqueux, avenue Bonaparte. 
La seconde, en 1903, est due au sculpteur Léon Chapelain (1855-1904). Comme la précédente, cette fontaine ne coule pas, et l’on peut répéter mot à mot ce qu’en 1885 Henri Jadart écrivait à son propos : « L’honneur qu’elle décerne à Godinot ne sera pleinement digne de lui qu’au jour où l’eau jaillira sans relâche, comme un bienfait permanent de ses libéralités ».